# Dienstauszeichnung
Col termine Dienstauszeichnung si identifica un'onorificenza concessa a civili e militari per premiarli di lungo servizio nell'ambito dell'Impero tedesco e degli Stati di esso componenti. Essa venne concessa anche in Austria e durante il Terzo Reich.

## Prussia
La più importante delle Dienstauszeichnung che ha poi dato origine alle varie tipologie di medaglie di questo genere, è indubbiamente quella prussiana. Essa venne fondata nel 1825 e veniva assegnata originariamente a ufficiali e sottufficiali in tre gradi a seconda degli anni di servizio: 21, 15 e 9 anni. La decorazione era realizzata in oro, argento o rame a seconda dei gradi ed era costituita da una croce con braccia decussate, avente al centro un tondo nel quale si trovavano le iniziali "F. W. III" per il nome del monarca "Friedrich Wilhelm". Sul retro erano riportati in numeri romani gli anni di servizio, il nome dell'insignito e la qualifica.

### Insigniti notabili
- Hans von Koester
- Gerhard Tappen
- Walther Reinhardt
- Ewald von Lochow
- Richard von Berendt

## Baviera
Nel Regno di Baviera, la Dienstauszeichnung era rappresentata dalla concessione dell'Ordine di Ludovico, una delle ultime onorificenze ad essere create autonomamente nel regno, e veniva concessa per 50, 40 e 24 anni di servizio ad ufficiali, medific e funzionari civili. Esso era suddiviso in due classi di merito.

## Sassonia
- Dienstauszeichnung (Sassonia)

## Württemberg
Dal 1874 il Regno di Württemberg introdusse una Dienstauszeichnung destinata a ricompensare i militari per il loro servizio. Destinatari della I classe in oro erano gli ufficiali in servizio da 25 anni e i sottufficiali in servizio da 30 anni. La II classe in argento era invece riservata ai sottufficiali e per la truppa con 21, 15 o 9 anni di servizio.

## Germania nazista
- Medaglia di lungo servizio nel NSDAP
- Medaglia di lungo servizio nelle SS
- Medaglia di lungo servizio militare nella Wehrmacht